# Ostedes enganensis
Ostedes enganensis là một loài bọ cánh cứng trong họ Cerambycidae.